# Марина ди Масињано (Асколи Пичено)
Марина ди Масињано (итал. Marina di Massignano) насеље је у Италији у округу Асколи Пичено, региону Марке.
Према процени из 2011. у насељу је живело 241 становника. Насеље се налази на надморској висини од 12 м.